# Gordon Neufeld
Gordon Neufeld (* 1946 Vancouver) je kanadský vývojový psycholog a spoluautor knihy Držte si své děti (druhým spoluautorem je kanadský lékař Gabor Maté), která byla přeložena do 35 jazyků. Gordon Neufeld je autorem vývojového přístupu založeného na citové vazbě, který zahrnuje a sjednocuje více než 120 let výzkumu vývojové psychologie s nejnovějšími poznatky neurovědy. Mezi koncepty, které jsou pro přístup Gordona Neufelda specifické patří šest úrovní vazby, kruhový objezd frustrace, pět kroků emočního vývoje, koncepce polarizace, která vysvětluje obranné odcizení a ostýchavost a další. Jeho model vývoje člověka je univerzální jak ve své aplikaci (u dospělých, stejně jako u dětí), tak ve své implementaci (ve škole stejně jako doma).
Gordon Neufeld je zakladatelem Neufeld Institute v kanadském Vancouveru. Institut poskytuje vzdělávání pro rodiče a odborníky s pomocí programů uzpůsobených osobním potřebám, stejně jako pomocí prezentací, seminářů a kurzů, včetně video kurzů. Vzdělávací programy Neufeld Institute existují v současnosti v řadě jazyků, včetně angličtiny, francouzštiny, němčiny, španělštiny, hebrejštiny, švédštiny, ruštiny, ukrajinštiny a češtiny.